# Подгорное (Воскресенский район)
Подго́рное — село в Синодском округе Воскресенского района Саратовской области.

## География

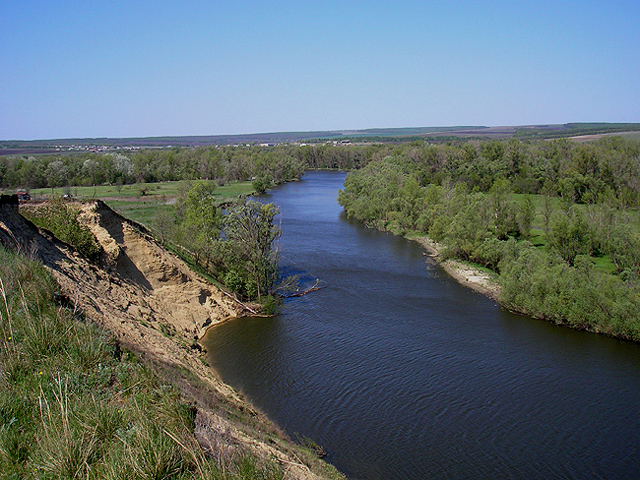
Терешка на юге Подгорного

Подгорное расположено на левом берегу реки Терешка, в нижнем её течении, в 15 километрах от места её впадения в Волгу. Расстояние до районного центра Воскресенского — 30 километров, до Саратова — 75 километров. Через село проходит автодорога Медяниково — Букатовка, останавливается рейсовый автобус (маршрут Саратов — Кошели). Ближайшая железнодорожная станция — Медяниково Приволжской региональной железной дороги, 10 километров.
Подгорное поделено пополам высоким речным косогором, на котором стоит старая церковь. В восточной половине находятся кладбище, сельский клуб и пустующие колхозные постройки, которые постепенно разбираются на строительные материалы. Западная часть застроена дачами.

## История
До революции село называлось Глотовкой и относилось к Синодской волости Вольского уезда Саратовской губернии. Оно лишь частично сохранилось в старой восточной части Подгорного. В Глотовке функционировал храм, имелась церковно-приходская школа, к приходу также была приписана школа в соседнем Полдомасово. По данным переписи 1911 года в селе проживало 1869 жителей (349 хозяйств), национальность и вероисповедание — русские, преимущественно православные, также 10 поморцев и 40 беглопоповцев. Население села резко уменьшилось в 1930-е годы в период голода и конфискаций зерна, проводимых продотрядами.
В 1961 году указом Президиума Верховного Совета РСФСР село Глотовка переименовано в Подгорное.

## Население
| 2010 | 2014 | 2015 |
| ---- | ---- | ---- |
| 81   | ↘65  | ↘57  |

## Достопримечательности
Возвышающийся на холме в центре Подгорного каменный однопрестольный Храм в честь Покрова Божией Матери был построен в 1829 год тщанием прихожан. Престол в честь Покрова Пресвятой Богородицы был освящён в 1835 году. В советский период церковь была закрыта, здание использовалось как хлев и склад. В 1990-е годы церковь была передана общине верующих. Предпринимаются попытки реставрации, возобновлены богослужения.